# Limites de référence
Cette page est une annexe de l'article Limite (mathématiques élémentaires), conçue pour être une liste la plus complète possible des limites des suites usuelles, et des limites des fonctions usuelles partout où il y a lieu d'étudier une limite, c'est-à-dire aux bornes du domaine de définition.
En effet la plupart des fonctions usuelles sont continues sur leur domaine de définition {\displaystyle D\,\!} donc si {\displaystyle a\in D\,\!}, on a {\displaystyle \lim _{x\to a}f(x)=f(a)\,\!}.

## Fonctions polynomiales et rationnelles

### Fonctions constantes
| {\displaystyle {\begin{array}{ccccc}f&:&\mathbb {R} &\rightarrow &\mathbb {R} \\&&x&\mapsto &\lambda \\\end{array}}} avec {\displaystyle \lambda \in \mathbb {R} } | - {\displaystyle \lim _{x\to -\infty }f(x)=\lim _{x\to +\infty }f(x)=\lambda \,\!} |

### Monômes...
| {\displaystyle {\begin{array}{ccccc}f&:&\mathbb {R} &\rightarrow &\mathbb {R} \\&&x&\mapsto &x^{n}\\\end{array}}} avec {\displaystyle n\in \mathbb {N} ^{*}} | - En {\displaystyle +\infty \,\!} : {\displaystyle \lim _{x\to +\infty }x^{n}=+\infty \,\!} - En {\displaystyle -\infty \,\!} : - Pour {\displaystyle n} pair : {\displaystyle \lim _{x\to -\infty }x^{n}=+\infty \,\!} - Pour {\displaystyle n} impair : {\displaystyle \lim _{x\to -\infty }x^{n}=-\infty \,\!} |

### ...et leurs inverses
| {\displaystyle {\begin{array}{ccccc}f&:&\mathbb {R} ^{*}&\rightarrow &\mathbb {R} \\&&x&\mapsto &{\cfrac {1}{x^{n}}}\\\end{array}}} avec {\displaystyle n\in \mathbb {N} ^{*}} | - En {\displaystyle \pm \infty \,\!} : {\displaystyle \lim _{x\to -\infty }{\frac {1}{x^{n}}}=\lim _{x\to +\infty }{\frac {1}{x^{n}}}=0\,\!} - En {\displaystyle 0\,\!} les fonctions ne sont pas définies : - Pour {\displaystyle n} pair : {\displaystyle \lim _{x\to 0 \atop x\neq 0}{\frac {1}{x^{n}}}=+\infty \,\!} - Pour {\displaystyle n} impair : - {\displaystyle \lim _{x\to 0 \atop x<0}{\frac {1}{x^{n}}}=-\infty \,\!} - {\displaystyle \lim _{x\to 0 \atop x>0}{\frac {1}{x^{n}}}=+\infty \,\!} |

### Polynômes
Les limites en {\displaystyle \pm \infty \,\!} d'une fonction polynomiale {\displaystyle P(x)=a_{n}x^{n}+a_{n-1}x^{n-1}+\cdots +a_{2}x^{2}+a_{1}x+a_{0}\,\!} avec {\displaystyle a_{n}\neq 0\,\!} sont les mêmes que celles du terme de plus haut degré {\displaystyle a_{n}x^{n}\,\!}, dit terme prédominant.
On se rapporte donc à l'étude des monômes, et on conclut selon la parité de {\displaystyle n\,\!} et le signe de {\displaystyle a_{n}\,\!}.

### Monômes de puissance quelconque
Puissances positives :
| {\displaystyle {\begin{array}{ccccc}f&:&\mathbb {R} _{+}&\rightarrow &\mathbb {R} \\&&x&\mapsto &x^{\alpha }\\\end{array}}} avec {\displaystyle \alpha >0} | - {\displaystyle \lim _{x\to +\infty }x^{\alpha }=+\infty } - Cas particulier : {\displaystyle {\sqrt {x}}=x^{\frac {1}{2}}}, donc {\displaystyle \lim _{x\to +\infty }{\sqrt {x}}=+\infty } |

Puissances négatives :
| {\displaystyle {\begin{array}{ccccc}f&:&\mathbb {R} _{+}^{*}&\rightarrow &\mathbb {R} \\&&x&\mapsto &x^{\alpha }\\\end{array}}} avec {\displaystyle \alpha <0} | - {\displaystyle \lim _{x\to 0 \atop x>0}x^{\alpha }=+\infty } - {\displaystyle \lim _{x\to +\infty }x^{\alpha }=0} |

## Fonctions logarithmes, exponentielle et puissances

### Logarithmes
Logarithme népérien (ou naturel) :
| {\displaystyle {\begin{array}{ccccc}f&:&\mathbb {R} _{+}^{*}&\rightarrow &\mathbb {R} \\&&x&\mapsto &\ln(x)\end{array}}} | - {\displaystyle \lim _{x\to 0 \atop x>0}\ln(x)=-\infty } - {\displaystyle \lim _{x\to +\infty }\ln(x)=+\infty } |

Logarithme de base {\displaystyle a} :
| {\displaystyle {\begin{array}{ccccc}f&:&\mathbb {R} _{+}^{*}&\rightarrow &\mathbb {R} \\&&x&\mapsto &\log _{a}(x)\end{array}}} avec {\displaystyle a>0} | - Base {\displaystyle a>1} : - {\displaystyle \lim _{x\to 0 \atop x>0}\log _{a}(x)=-\infty \,\!} - {\displaystyle \lim _{x\to +\infty }\log _{a}(x)=+\infty \,\!} - Base {\displaystyle a<1} : - {\displaystyle \lim _{x\to 0 \atop x>0}\log _{a}(x)=+\infty \,\!} - {\displaystyle \lim _{x\to +\infty }\log _{a}(x)=-\infty \,\!} |

### Exponentielle et puissance d'un réel positif
La fonction exponentielle :
| {\displaystyle {\begin{array}{ccccc}f&:&\mathbb {R} &\rightarrow &\mathbb {R} _{+}^{*}\\&&x&\mapsto &{\rm {e}}^{x}\end{array}}} | - {\displaystyle \lim _{x\to -\infty }{\rm {e}}^{x}=0} - {\displaystyle \lim _{x\to +\infty }{\rm {e}}^{x}=+\infty } |

Fonction exponentielle de base a :
| {\displaystyle {\begin{array}{ccccc}f&:&\mathbb {R} &\rightarrow &\mathbb {R} _{+}^{*}\\&&x&\mapsto &a^{x}={\rm {e}}^{x\ln a}\end{array}}} avec {\displaystyle a>0} | - Base {\displaystyle a>1} : - {\displaystyle \lim _{x\to -\infty }a^{x}=0\,\!} - {\displaystyle \lim _{x\to +\infty }a^{x}=+\infty \,\!} - Base {\displaystyle a<1} : - {\displaystyle \lim _{x\to -\infty }a^{x}=+\infty \,\!} - {\displaystyle \lim _{x\to +\infty }a^{x}=0\,\!} |

## Fonctions trigonométriques et hyperboliques

### Fonctions trigonométriques
Tangente :
| {\displaystyle {\begin{array}{ccccc}f&:&\mathbb {R} \setminus \left\{{\cfrac {\pi }{2}}+k\pi ,k\in \mathbb {Z} \right\}&\rightarrow &\mathbb {R} \\&&x&\mapsto &\tan(x)={\cfrac {\sin(x)}{\cos(x)}}\end{array}}} Remarque : {\displaystyle \mathbb {R} \setminus \left\{{\cfrac {\pi }{2}}+k\pi ,k\in \mathbb {Z} \right\}={\underset {k\in \mathbb {Z} }{\bigcup }}\left]k\pi -{\cfrac {\pi }{2}};k\pi +{\cfrac {\pi }{2}}\right[} | - Pour tout entier relatif {\displaystyle k\in \mathbb {Z} } : - {\displaystyle \lim _{x\to -{\frac {\pi }{2}}+k\pi \atop x>-{\frac {\pi }{2}}+k\pi }\tan(x)=-\infty } - {\displaystyle \lim _{x\to +{\frac {\pi }{2}}+k\pi \atop x<+{\frac {\pi }{2}}+k\pi }\tan(x)=+\infty } |

Cotangente :
| {\displaystyle {\begin{array}{ccccc}f&:&\mathbb {R} \setminus \left\{k\pi ,k\in \mathbb {Z} \right\}&\rightarrow &\mathbb {R} \\&&x&\mapsto &\cot(x)={\cfrac {\cos(x)}{\sin(x)}}\end{array}}} Remarque : {\displaystyle \mathbb {R} \setminus \left\{k\pi ,k\in \mathbb {Z} \right\}={\underset {k\in \mathbb {Z} }{\bigcup }}\left]k\pi ;(k+1)\pi \right[} | - Pour tout entier relatif {\displaystyle k\in \mathbb {Z} } : - {\displaystyle \lim _{x\to k\pi \atop x>k\pi }\cot(x)=-\infty } - {\displaystyle \lim _{x\to (k+1)\pi \atop x<(k+1)\pi }\cot(x)=+\infty } |

Autres fonctions trigonométriques :

### Fonctions hyperboliques
Sinus hyperbolique :
| {\displaystyle {\begin{array}{ccccc}f&:&\mathbb {R} &\rightarrow &\mathbb {R} \\&&x&\mapsto &\operatorname {sinh} (x)={\cfrac {{\rm {e}}^{x}-{\rm {e}}^{-x}}{2}}\end{array}}} | - {\displaystyle \lim _{x\to -\infty }\operatorname {sinh} (x)=-\infty } - {\displaystyle \lim _{x\to +\infty }\operatorname {sinh} (x)=+\infty } |

Cosinus hyperbolique :
| {\displaystyle {\begin{array}{ccccc}f&:&\mathbb {R} &\rightarrow &\mathbb {R} \\&&x&\mapsto &\operatorname {cosh} (x)={\cfrac {{\rm {e}}^{x}+{\rm {e}}^{-x}}{2}}\end{array}}} | - {\displaystyle \lim _{x\to -\infty }\operatorname {cosh} (x)=+\infty } - {\displaystyle \lim _{x\to +\infty }\operatorname {cosh} (x)=+\infty } |

Tangente hyperbolique :
| {\displaystyle {\begin{array}{ccccc}f&:&\mathbb {R} &\rightarrow &\mathbb {R} \\&&x&\mapsto &\operatorname {tanh} (x)={\cfrac {\operatorname {sinh} (x)}{\operatorname {cosh} (x)}}\end{array}}} | - {\displaystyle \lim _{x\to -\infty }\operatorname {tanh} (x)=-1} - {\displaystyle \lim _{x\to +\infty }\operatorname {tanh} (x)=1} |

### Fonctions réciproques
Arc tangente :
| {\displaystyle {\begin{array}{ccccc}f&:&\mathbb {R} &\rightarrow &\mathbb {R} \\&&x&\mapsto &\arctan(x)\end{array}}} | - {\displaystyle \lim _{x\to -\infty }\arctan(x)=-{\frac {\pi }{2}}} - {\displaystyle \lim _{x\to +\infty }\arctan(x)={\frac {\pi }{2}}} |

Argument sinus hyperbolique :
| {\displaystyle {\begin{array}{ccccc}f&:&\mathbb {R} &\rightarrow &\mathbb {R} \\&&x&\mapsto &\operatorname {arsinh} (x)\end{array}}} | - {\displaystyle \lim _{x\to -\infty }\operatorname {arsinh} (x)=-\infty } - {\displaystyle \lim _{x\to +\infty }\operatorname {arsinh} (x)=+\infty } |

Argument cosinus hyperbolique :
| {\displaystyle {\begin{array}{ccccc}f&:&[1;+\infty [&\rightarrow &\mathbb {R} \\&&x&\mapsto &\operatorname {arcosh} (x)\end{array}}} | - {\displaystyle \lim _{x\to +\infty }\operatorname {arcosh} (x)=+\infty } |

Argument tangente hyperbolique :
| {\displaystyle {\begin{array}{ccccc}f&:&]-1;1[&\rightarrow &\mathbb {R} \\&&x&\mapsto &\operatorname {artanh} (x)\end{array}}} | - {\displaystyle \lim _{x\to -1}\operatorname {artanh} (x)=-\infty } - {\displaystyle \lim _{x\to 1}\operatorname {artanh} (x)=+\infty } |

## Suites usuelles
Une suite est en général définie terme-à-terme en fonction de n :
{\displaystyle \forall n\in \mathbb {N} ,\ u_{n}=f(n)\,\!}
ou alors définie par son premier terme {\displaystyle u_{0}\in \mathbb {R} \,\!} et une relation de récurrence :
{\displaystyle \forall n\in \mathbb {N} ,\ u_{n+1}=\varphi (u_{n})\,\!}
Dans le premier cas l'étude de la limite est simplement celle de la limite de la fonction {\displaystyle f\,\!} en {\displaystyle +\infty \,\!} ; dans le second l'étude est souvent plus difficile. On peut cependant conclure directement dans certains cas particuliers.

### Suites arithmétiques
{\displaystyle \forall n\in \mathbb {N} ,\ u_{n+1}=u_{n}+r\,\!}
Dans ce cas {\displaystyle \varphi (x)=x+r\,\!} et {\displaystyle r\in \mathbb {R} \,\!} est appelé la raison de la suite {\displaystyle u\,\!} : on peut donner une expression directe de {\displaystyle u_{n}\,\!} : {\displaystyle \forall n\in \mathbb {N} ,\ u_{n}=u_{0}+nr\,\!}.
- Si {\displaystyle r>0\,\!} on a : {\displaystyle \lim _{n\to +\infty }(u_{n})=+\infty \,\!}

- Si {\displaystyle r<0\,\!} on a : {\displaystyle \lim _{n\to +\infty }(u_{n})=-\infty \,\!}

### Suites géométriques
{\displaystyle \forall n\in \mathbb {N} ,\ u_{n+1}=qu_{n}\,\!}
Dans ce cas {\displaystyle \varphi (x)=qx\,\!} et {\displaystyle q\in \mathbb {R} \,\!} est encore appelé la raison de la suite {\displaystyle u\,\!} : on peut donner une expression directe de {\displaystyle u_{n}\,\!} : {\displaystyle \forall n\in \mathbb {N} ,\ u_{n}=q^{n}u_{0}\,\!}.
- Si {\displaystyle |q|<1\,\!} on a : {\displaystyle \lim _{n\to +\infty }(u_{n})=0\,\!}

- Si {\displaystyle q=1\,\!} on a : {\displaystyle \lim _{n\to +\infty }(u_{n})=u_{0}\,\!}

- Si {\displaystyle q>1\,\!} on a : {\displaystyle \lim _{n\to +\infty }(u_{n})=+\infty \,\!}

- Si {\displaystyle q<-1\,\!} alors {\displaystyle u\,\!} n'a pas de limite mais les suites de rangs pairs et de rangs impairs vérifient :

{\displaystyle \lim _{n\to +\infty }(u_{2n})=+\infty \,\!}
{\displaystyle \lim _{n\to +\infty }(u_{2n+1})=-\infty \,\!}

### Suites arithmético-géométriques
{\displaystyle \forall n\in \mathbb {N} ,\ u_{n+1}=qu_{n}+r\,\!}
Dans ce cas {\displaystyle \varphi (x)=qx+r\,\!} (avec {\displaystyle q\neq 1\,\!}) et on peut donner une expression directe de {\displaystyle u_{n}\,\!} : {\displaystyle \forall n\in \mathbb {N} ,\ u_{n}=q^{n}u_{0}+r{\frac {q^{n}-1}{q-1}}\,\!}.
- Si {\displaystyle |q|<1\,\!} on a : {\displaystyle \lim _{n\to +\infty }(u_{n})={\frac {r}{1-q}}\,\!}

- Si {\displaystyle q>1\,\!} on a : {\displaystyle \lim _{n\to +\infty }(u_{n})=+\infty \,\!}

- Si {\displaystyle q<-1\,\!} alors {\displaystyle u\,\!} n'a pas de limite mais les suites de rangs pairs et de rangs impairs vérifient :

{\displaystyle \lim _{n\to +\infty }(u_{2n})=+\infty \,\!}
{\displaystyle \lim _{n\to +\infty }(u_{2n+1})=-\infty \,\!}

### Suites homographiques
{\displaystyle \forall n\in \mathbb {N} ,\ u_{n+1}={\frac {au_{n}+b}{cu_{n}+d}}\,\!}
Dans ce cas {\displaystyle \varphi (x)={\frac {ax+b}{cx+d}}\,\!} (avec {\displaystyle c\neq 0\,\!} et {\displaystyle ad-bc\neq 0\,\!}) et on peut déterminer les limites éventuelles selon les valeurs du discriminant {\displaystyle \Delta =(a-d)^{2}+4bc\,\!} de l'équation{\displaystyle \varphi (x)=x\,\!}.
- Si {\displaystyle \Delta <0\,\!} la suite ne peut pas avoir de limite.

- Si {\displaystyle \Delta =0\,\!} la seule limite {\displaystyle \ell \,\!} possible est {\displaystyle {\frac {a-d}{2c}}\,\!}.

- Si {\displaystyle \Delta >0\,\!} les seules limites {\displaystyle \ell \,\!} possibles sont {\displaystyle {\frac {a-d-{\sqrt {\Delta }}}{2c}}\,\!} ou {\displaystyle {\frac {a-d+{\sqrt {\Delta }}}{2c}}\,\!}.

Cependant, dans les deux cas précédents, la convergence n'est pas assurée. Il faut étudier selon les valeurs du terme initial {\displaystyle u_{0}\,\!} la distance {\displaystyle |u_{n}-\ell |\,\!} pour chaque valeur éventuelle de {\displaystyle \ell \,\!}.